# Зуев, Александр Львович
Алекса́ндр Льво́вич Зу́ев (род. 4 октября 1996, Березники, Пермская область) — российский профессиональный баскетболист, играющий на позиции защитника. Серебряный призёр летних Олимпийских игр 2020 года в Токио в составе российской баскетбольной команды 3х3.

## Биография
Родился в 1996 году в Березниках. В баскетбольную секцию был отдан во время обучения в школе. В возрасте двенадцати лет переехал в Пермь, где играл в составе клуба «Олимпиец» с которым дважды выигрывал серебряные медали чемпионата России.
В 2012 году был приглашён в юношескую команду клуба «Химки», в первый же сезон вместе с командой выиграл чемпионат страны и занял второе место в Европейской юношеской баскетбольной лиге. Второй сезон в составе «Химок» Зуев провёл ещё удачнее: копилку спортсмена пополнили золотые награды Детско-юношеской баскетбольной лиги и Европейской юношеской баскетбольной лиги (U20).
Совмещал занятие баскетболом с баскетболом 3х3, и на определённом этапе своей карьеры сделал выбор в пользу последнего. Перейдя в состав клуба «Гагарин» Зуев стал 2-кратным победителем Кубка России и чемпионом России — 2020 года. Вскоре завоевал место в основном составе национальной сборной по баскетболу 3х3.
На Олимпийских играх в Токио, баскетболисты сборной России дошли до финала, в котором 28 июля 2021 года уступили соперникам из Латвии и стали серебряными призёрами Игр.
Женат на хоккеистке Ульяне Мюллер.

## Награды
- Заслуженный мастер спорта России (30 июля 2021 года)[5].
- Медаль ордена «За заслуги перед Отечеством» I степени (11 августа 2021 года) — за большой вклад в развитие отечественного спорта, высокие спортивные достижения, волю к победе, стойкость и целеустремленность, проявленные на Играх XXXII Олимпиады 2020 года в городе Токио (Япония)[6].